# Тайна Келлс
«Тайна Келлс» (англ. The Secret of Kells, ирл. Rún Cheannannais Mhóir, фр. Brendan et le Secret de Kells) — полнометражный цветной анимационный фильм 2009 года, созданный ирландской компанией Cartoon Saloon. Фильм посвящён событиям средневековой истории Ирландии. В центре сюжета — приключения мальчика-монаха Брендана, а также история спасения и завершения Келлской книги в начале IX века.
Совместное производство Ирландии (Cartoon Saloon), Франции (Les Armateurs, France 2 Cinéma) и Бельгии (Vivi Film). Снят режиссёрами-дебютантами Томмом Муром и Нора Туми. Совмещает техники рисованной и компьютерной мультипликации.
Фильм завоевал ряд призов на фестивалях и даже номинировался на «Оскар» 2010 года, однако вышел на экраны в нескольких странах в основном в ограниченном прокате.

## Сюжет
Ирландия, начало IX века. 12-летний Брендан живёт в Келлском аббатстве, настоятель которого — его дядя Келлах. Дядя запрещает Брендану выходить за пределы монастыря, окружённого таинственным лесом; к тому же аббат Келлах обеспокоен известиями о постоянных набегах норманнов и посвящает всё своё время строительству высокой монастырской стены.
Однажды Брендан слышит разговор монахов об аббатстве на острове Иона, его основателе Св. Колумбе и мастере Айдане, лучшем иллюстраторе книг. Он мечтает познакомиться с этим мастером, и вскоре его мечта сбывается: сам Айдан со своим котом по имени Пангур Бан прибывает в монастырь. Норманны захватили остров Иона и разрушили монастырь, но Айдану удалось спасти главное сокровище — Книгу, которая иллюстрирована так прекрасно, что от её страниц исходит свет, от которого слепнут недостойные. Книга не закончена.
Видя интерес Брендана, Айдан даёт ему задание принести из леса чернильных орешков. Впервые ослушавшись дядю, Брендан в сопровождении Пангур Бан, который становится его постоянным спутником, пробирается в лес, где на него нападают волки. Однако они расступаются, когда приходит девочка Эйшлин — лесная фея из Туата Де Дананн: она живёт в лесу одна, может передвигаться быстро и не касаясь земли, и ей повинуются лесные звери (сама она тоже может принимать облик различных зверей: волчицы, лани, лосося). Брендан и Эйшлин становятся друзьями, они собирают чернильные орешки и гуляют по лесу, где Брендан также видит вход в тёмную пещеру — однако Эйшлин говорит, что там живёт злой дух Кром Круах, убивший её родителей, и входить туда смертельно опасно.
Айдан изготавливает краски и начинает учить Брендана рисовать. Видя его успехи, он признаётся, что завершить Книгу придётся Брендану — сам Айдан уже стар, его глаз и рука не такие, как прежде. Но при всём таланте Брендана, для завершающего рисунка ему необходим Глаз Колумбы. Такой кристалл был у святого Колумбы, но при бегстве Айдана из монастыря на острове Ионы он был потерян и разбит норманнами. Другой кристалл можно добыть только у Кром Круаха. Брендан смело идёт в пещеру Великого Мрака, где вступает в бой с змееподобным чудовищем и вырывает у него глаз-кристалл.
Аббат Келлах очень недоволен вторичным ослушанием Брендана и запирает его на замок. Тем временем к монастырю приближаются норманны, жители окрестных сёл собираются в монастырских стенах. Пангур идёт в лес и зовёт Эйшлин, которая прилетает в монастырь и при помощи Пангур Бан выпускает Брендана; он продолжает занятия с Айданом в скриптории. Но норманны начинают штурм замка и разбивают ворота, убивая всех, кому не удалось спрятаться в центральной башне. Келлах тяжело ранен, а Айдану с Бренданом удаётся бежать. В лесу они натыкаются на норманнов, но тех загрызают волки.
Проходят годы. В изгнании Брендан и Айдан завершают книгу и проповедуют по ней Святое Писание. Повзрослевший Брендан идёт через лес в Келлский монастырь, по дороге он видит Эйшлин в облике волчицы, которая показывает ему короткий путь. Дядя Келлах жив, но всё это время корил себя за то, что был жесток с Бренданом. И вот Брендан приходит, они вместе смотрят Келлскую книгу и счастливы, что Книга завершена и находится в безопасности.

## Персонажи и актёры озвучивания
- Эван МакГуайр — Брендан / Brendan
- Майкл МакГрат — повзрослевший Брендан
- Кристен Муни — Эйшлин / Aisling
- Брендан Глисон — аббат Келлах / Abbot Cellach
- Мик Лэлли — Айдан / Aidan
- Лиам Хурикан — монах Танг / Tang, Леонардо / Leonardo
- Пол Тилак — монах Оссо / Assoua
- Пол Янг — монах Сквер / Square

## Съёмочная группа
- Режиссёры: Томм Мур, Нора Туми[англ.]
- Сценарий: Томм Мур, Фабрис Циолковски
- Композитор: Брюно Куле
- Продюсеры: Томм Мур, Дидье Брюнне, Вивиан Ванфлетерен, Пол Янг
- Художник-постановщик: Росс Стюарт
- Спецэффекты: Джереми Пёрселл

## Саундтрек
Звуковая дорожка написана Брюно Куле. Использована также музыка ирландской группы Kíla.
Список треков:
1. Opening Brendan (01:04)
2. Brendan and the secret of Kells (01:22)
3. The Goose and the Abbot (02:44)
4. Aisling Song (02:35) — исполняет Кристен Муни
5. The mist doors (03:05)
6. Vikings (01:36)
7. The Chi’Rho Page (02:13)
8. In the forest (03:12)
9. Brother Aidan (02:07)
10. Brendan and Abbot (02:14)
11. What are you doing in my forest (02:03)
12. The eye (01:48)
13. The monks (02:48)
14. Build up to the attack (03:59)
15. The story of Colmicille (02:07)
16. During the attack (02:26)
17. Kells destroyed (03:27)
18. The book of Iona (01:30)
19. The book of Kells (04:57)
20. Epicy (02:50) — исполняет группа Kíla (Rossa Ó'Snodaigh)
21. Cardinal knowledge (02:37)

## Выход на экраны
Первый показ фильма состоялся 30 января 2009 года на фестивале в Жерармере. В 2009 году фильм был также показан на Берлинском кинофестивале, на кинофестивалях в Буэнос-Айресе, Стамбуле, Эдинбурге, Мельбурне, Копенгагене, Варшаве. Премьера в прокате во Франции и Бельгии состоялась 11 февраля, в Ирландии — 3 марта 2009 года.
В 2010 году выпускался в ограниченный прокат в США и Великобритании. В начале 2011 года вышел в ограниченный прокат в России (Москва).

## Награды и номинации

### Награды
- 2008 — Награда Гильдии режиссёров Ирландии.
- 2009 — Приз зрительских симпатий Международного фестиваля анимационных фильмов в Анси.
- 2009 — Приз зрительских симпатий международный кинофестиваль в Эдинбурге.
- 2009 — «Награда Роя Э. Диснея» на кинофестивале в Сиэтле[6].
- 2009 — Гран-при Международного фестиваля анимационных фильмов в Сеуле[7]
- 2009 — Приз зрительских симпатий и «Кечкеметский городской приз» Фестиваля анимационных фильмов в Кечкемете[8].
- 2010 — Лучший анимационный фильм Ирландской премии кино и телевидения[9].
- 2010 — Лучший европейский полнометражный фильм Британской анимационной премии[10].

### Номинации
- 2009 — Гран-при Международного фестиваля анимационных фильмов в Анси.
- 2009 — Лучший анимационный фильм Премии Европейской киноакадемии.
- 2009 — Лучший анимационный фильм Премии Энни.
- 2010 — Лучший фильм Ирландской премии кино и телевидения.
- 2010 — Лучший полнометражный анимационный Премии Оскар.

## Исторические аллюзии
- Некоторые из рисунков в фильме напрямую соотносятся с изображениями реальной Келлской книги: так, формы деревьев в сцене, когда Брендан впервые входит в лес, напоминают формы колонн и арок на одной из страниц рукописи (Eusebian Canons, Folio 5R)[11].
- Имя кота Эйдана (Пангур Бан) взято из древнеирландского стихотворения VIII века, написанного монахом и посвящённого его коту[12]. Во время финальных титров звучит текст этого стихотворения.
- Имя «лесной феи» Эшлинг (Aisling) дословно означает «воображение» и отсылает к названию ирландского поэтического жанра «эшлинг», описывающего видения лирического героя, в которых перед ним предстает прекрасная женщина[13].
- Возможно, под образом главного героя имелся в виду св. Брендан Клонтферский, современник св. Колумбы.

## Отзывы
Российские критики оценили фильм положительно. Дарья Горячева, охарактеризовав его как «мультфильм в духе Миядзаки», отметила, что он будет интересен как детям, так и взрослым, перед которыми откроется «целый дивный мир — ни на что не похожей анимации, в которой сошлись одновременно ручная мультипликация, flash, компьютерная графика, диковинные текстуры»:
«Тайна Келлс» — как гигантский аквариум: пёстрые герои мельтешат, словно стаи рыбок, все находится в постоянном движении, чем дольше смотришь, тем больше замечаешь новых деталей. Тени горбатятся под гнётом переживаний и вскидываются чудовищами, а следы исчезают вместе с теми, кто их оставил. Рисунки на грифельной доске и ироничные исторические справки оживают в виде маленьких мультфильмов в мультфильме, совершенно разных по технике и стилю.
Пётр Фаворов назвал мультфильм «шедевром декоративной анимации» — «причем невиданного прежде свойства: то, что происходит на экране, напоминает мультфильм „Вовка в Тридевятом царстве“, перерисованный талантливыми кельтами на галлюциногенах», хотя и заметил, что в стремлении изобразить сложные орнаменты создатели «чуть-чуть перебарщивают с желанием выказать свой талант».